# Micaela Alegría
Micaela Alegría, de soltera Micaela Ramírez Martínez, (Logroño, 1843-París, 1913) fue una artista de circo, amazona y empresaria española. Fundó y dirigió el Circo Ecuestre Barcelonés y el Tívoli Circo Ecuestre de Barcelona.

## Trayectoria
En 1868 debutó como amazona en el Circo del Palacio de Cristal de Oporto, en la ciudad de Santander. En 1874, actuó con la compañía de Arsène Loyal, en el desaparecido Teatro Español de Barcelona (desde 2012 Sala BARTS) y después en el Teatro Prado Catalán, destruido en un incendio en 1912.

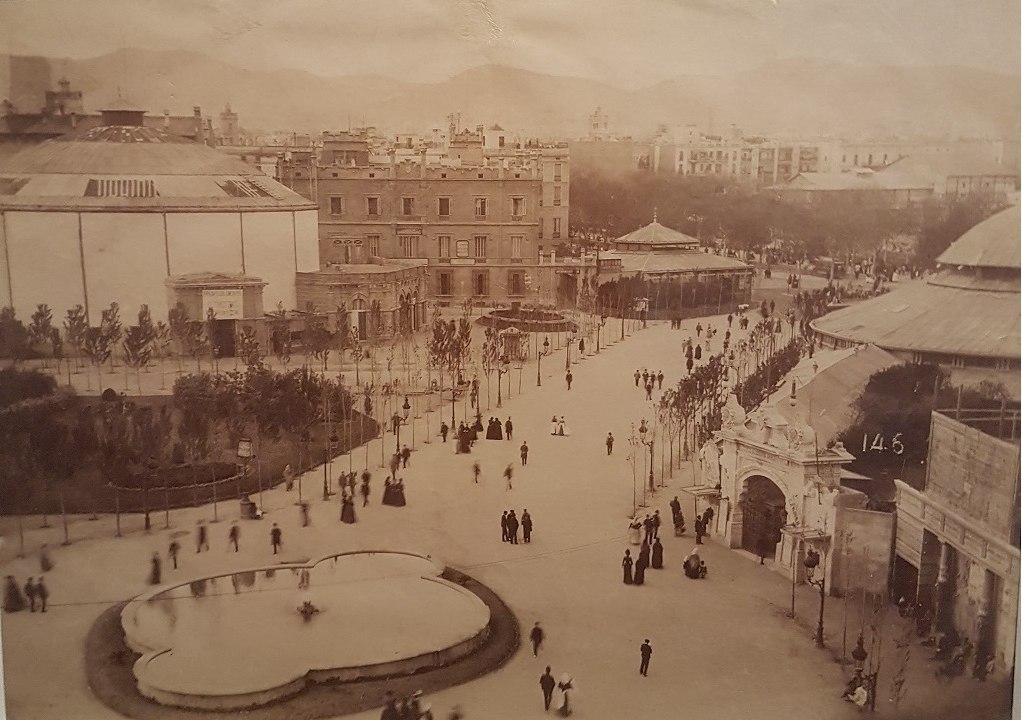
A la derecha, el Circo Ecuestre Barcelonés

En julio de 1885 se casó con Gil Vicente Alegría, empresario circense portugués. Juntos inauguraron el 21 de mayo de 1879, el Circo Ecuestre Barcelonés, el primer circo estable de Barcelona, en la Plaza de Cataluña, en la que actuaba con un espectáculo ecuestre. Este circo que funcionó hasta 1895, tenía un aforo de 6 000 localidades y asistía público de todas las clases sociales. Su programación era variada y novedosa, fueron los primeros en presentar en Barcelona, el número del hombre bala, un espectáculo acuático y otro sobre hielo, además, en su pista actuaron, entre otros, los payasos Tony Grice y Antonet; y también hicieron funciones benéficas.
Las temporadas de circo, eran dos al año, y en los meses libres los espectáculos hacían giras. Su compañía Alegría giraba por Cataluña, hacía funciones a menudo en el Circo Colón de Madrid y en los de Valencia, Bilbao, Zaragoza y Murcia, donde en 1892 inauguraron el Teatro Circo Murcia. También representaba en ciudades francesas o italianas.
A los 16 años de su creación, el Circo Ecuestre fue derribado por el Ayuntamiento de Barcelona, y la compañía instaló en el edificio del Teatro Tívoli de Barcelona, para crear el nuevo Tívoli Circo Ecuestre, que fue inaugurado el 8 de mayo de 1897, bajo su dirección durante once temporadas.
La temporada de 1907 del circo fue un fracaso, solo duró un mes y medio. Un año después, en 1908, se suicidó su marido. Tras este hecho, se mudó a París. Ciudad en la que dos de sus seis hijos, Emilia y María, y sus yernos, los payasos Rico y Álex Briatore, de la familia circense Briatore, trabajaron en el Cirque Medrano. Vivió en la capital francesa hasta su muerte en 1913.
Otro de sus hijos, Antonio, siguió en el negocio circense, fue empresario de espectáculos en Montevideo, Caracas y La Habana.

## Reconocimientos
En 2021, dos retratos de Alegría aparecieron en la sección #MiremElPassat #Circ de la exposición de fotografías #MiremElPassat amb ulls de dona #Teatre, que muestra a las mujeres en las artes escénicas durante el primer tercio del siglo XX, organizada por la Diputación de Barcelona, con 73 imágenes de los fondos custodiados en el Archivo General del Centro de Documentación y Museo de las Artes Escénicas del Instituto del Teatro de Barcelona.
En 2023, el académico español Francisco Bermejo Martín publicó el libro Memorias de Micaela.